# ボース＝アインシュタイン凝縮

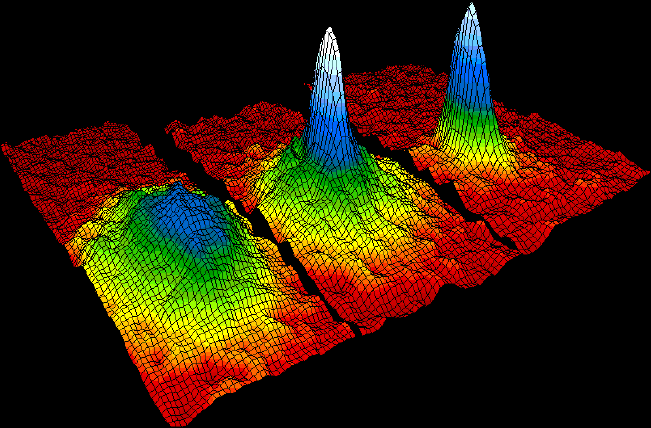
ルビジウム原子の気体の速度分布データ：物質の新しい相であるボース＝アインシュタイン凝縮の発見を確証した。
左：ボースアインシュタイン凝縮が現れる直前。中央：凝縮が現れた直後。右：さらに蒸発させても、ほぼ純粋な凝縮が残る。

ボース＝アインシュタイン凝縮（ボース＝アインシュタインぎょうしゅく、英: Bose–Einstein condensation）、または略してBECとは、ある転移温度以下で巨視的な数のボース粒子がある1つの1粒子状態に落ち込む相転移現象。量子力学的なボース粒子の満たす統計性であるボース＝アインシュタイン統計の性質から導かれる。BECの存在はアルベルト・アインシュタインの1925年の論文の中で予言された。粒子間の相互作用による他の相転移現象とは異なり、純粋に量子統計性から引き起こされる相転移であり、アインシュタインは「引力なしの凝縮」と呼んだ。粒子間相互作用が無視できる理想ボース気体に近い中性原子気体のBECは、アインシュタインの予言から70年経った1995年に実現された。1995年にコロラド大学JILAの研究グループはルビジウム87（87Rb）、マサチューセッツ工科大学（MIT）の研究グループはナトリウム23（23Na）の希薄な中性アルカリ原子気体でのBECを実現させた。中性アルカリ原子気体でBECが起こる数マイクロKから数百ナノKという極低温状態の実現には、レーザー冷却などの冷却技術や磁気光学トラップなどの捕獲技術の確立が不可欠であった。2001年のノーベル物理学賞は、これらのBEC実現の実験的成果に対し、授与された。

## 概要
量子力学上の粒子はスピンが整数値をとるボース粒子と半整数値をとるフェルミ粒子に分けられる。このうちのボース粒子はボース統計にしたがい、同種粒子は位置以外の区別がなく、複数の粒子が同じエネルギー状態をとりうる。ボース気体でボース＝アインシュタイン凝縮（BEC）が生じる機構は次のように説明される。室温ではマクスウェル＝ボルツマン分布に従う古典粒子として振る舞う気体原子も極低温状態では量子性が顕著となる。極低温状態にて、原子間距離が、原子の空間上の広がりの度合いを表す熱的ド・ブロイ波長に近づくとき、原子各個の波動関数が互いに重なり始める。その結果、ボゾン同種粒子が区別できなくなる「量子統計性」が顕れる。このとき、系のボース粒子群は相互交換に対する波動関数の対称性から相空間の一点に集まる様にふるまうものと予想される。結果として、巨視的といえる個数のボース粒子が最低エネルギーの量子状態を取り、BECが発現する。凝縮体は多数の原子が一つの波動関数で表される巨視的な量子状態であり、コヒーレントに振る舞う。これは固体、液体、気体、プラズマなどと同様に物質の相の一つと捉えられる。
1925年、インドの物理学者サティエンドラ・ボースからの手紙をきっかけとして、アルベルト・アインシュタインがBECの存在を予言した。
BECを実現しうる系としては、従来、液体ヘリウムや酸化銅半導体（Cu2O）の励起子が知られていたが、これらの系は粒子間相互作用が強く、理想ボース気体のふるまいからかけ離れていた。より理想ボース気体に近い、中性アルカリ原子気体によるBECが1995年に実現した。

## 理想ボース気体
粒子間の相互作用がない自由ボース粒子から構成されるボース粒子の集団を、理想ボース気体と呼ぶ。熱平衡状態の理想ボース気体において、あるエネルギー状態を占有する粒子数はボース分布で与えられる。ボース分布の性質から、ある転移温度以下では巨視的な数の粒子の最低エネルギー状態への占有、すなわち、BECが生じる。この相転移は純粋に量子統計的性質のみに起因し、液化や固化のようなほかの相転移と異なり、相互作用を必要としない点に特徴がある。箱の中の一様な理想ボース気体の系や理想ボース気体が調和振動子ポテンシャルにトラップされた系では、以下のように転移温度や凝縮相の粒子数が求まる。

### 一様な系
箱の中にある理想ボース気体の系を考える。箱の中にはポテンシャルが作用しない一様な系とし、系の体積を V、粒子数を N とする。運動量 p の自由ボース粒子の1粒子エネルギーは、粒子の質量を m とすると
{\displaystyle \epsilon _{\boldsymbol {p}}={\frac {{\boldsymbol {p}}^{2}}{2m}}={\frac {\hbar ^{2}{\boldsymbol {k}}^{2}}{2m}}}
となる。BECの発生する転移温度 Tc 以下では、εp>0 のエネルギー状態に粒子が収容しきれなくなり、p=0 である ε0 状態へと運動量空間での凝縮が生じる。
このとき、BECが発生する転移温度は
{\displaystyle T_{c}={\frac {h^{2}}{2\pi \,m\,k_{\mathrm {B} }}}\times \left({\frac {N}{\zeta (3/2)\,V}}\right)^{\!2/3}}
で与えられる。但し、m は粒子の質量、kB はボルツマン定数、h はプランク定数である。また、ζ(z) はリーマンゼータ関数であり
{\displaystyle \zeta \!\left({\frac {3}{2}}\right)=\sum _{k=1}^{\infty }{\frac {1}{\,k^{3/2}}}=2.612\cdots }
である。また、BEC状態になった粒子の数 N0 は、
{\displaystyle N_{0}=N\!\left\{1-\left({\frac {T}{T_{c}}}\right)^{\!3/2}\right\}}
となる。上式で温度が転移温度以下になると、有限温度でもエネルギー ε0 の状態にある粒子数 N0 が急激に増えていき、 T = 0 K で全ての粒子が凝縮状態となる。理想ボース気体での凝縮では、定積比熱の微分にとびがあり、これは三次の相転移である。

### 調和振動子ポテンシャルの系
中性原子気体の実験において、原子集団をトラップする外部ポテンシャルは調和振動子ポテンシャル
{\displaystyle V_{\mathrm {ext} }({\boldsymbol {r}})={\frac {m}{2}}(\omega _{x}^{2}x^{2}+\omega _{y}^{2}y^{2}+\omega _{z}^{2}z^{2})}
で近似できる。1粒子エネルギーは
{\displaystyle \epsilon _{\boldsymbol {n}}=\hbar \omega _{x}{\biggl (}n_{x}+{\frac {1}{2}}{\biggr )}+\hbar \omega _{y}{\biggl (}n_{y}+{\frac {1}{2}}{\biggr )}+\hbar \omega _{z}{\biggl (}n_{z}+{\frac {1}{2}}{\biggr )}}
であり、基底エネルギーは
{\displaystyle \epsilon _{\boldsymbol {0}}={\frac {\hbar }{2}}(\omega _{x}+\omega _{y}+\omega _{z})}
である。調和振動子ポテンシャルにトラップされた理想ボース気体の系ではBECの転移温度は
{\displaystyle T_{c}={\frac {\hbar {\bar {\omega }}}{k_{\mathrm {B} }}}\times \left({\frac {N}{\zeta (3)}}\right)^{\!1/3}}
となる。但し、ωは幾何平均
{\displaystyle {\bar {\omega }}=(\omega _{x}\omega _{y}\omega _{z})^{1/3}}
である。BEC状態になった粒子の数 N0 は、
{\displaystyle N_{0}=N\!\left\{1-\left({\frac {T}{T_{c}}}\right)^{\!3}\right\}}
となる。

### 熱的ド・ブロイ波長と位相空間密度
一様なボース気体の系でBECが起きる条件 T ≤ Tc は
{\displaystyle \lambda _{T}={\frac {h}{\sqrt {2\pi mk_{B}T}}}}
で定義される熱的ド・ブロイ波長を導入すると、粒子数密度 n=N/V と熱的ド・ブロイ波長により、
{\displaystyle n\lambda _{T}^{3}\geq \zeta \!\left({\frac {3}{2}}\right)=2.612\cdots }
と表すことができる。
{\displaystyle \rho =n\lambda _{T}^{3}}
で定義される ρ は位相空間密度と呼ばれ、BEC発生を特徴づける指標である。条件 ρ ≥ 2.612は位相空間密度が1程度のオーダーとなるときにBECが起きることを表している。この条件は l=n-1/3=(V/N)1/3 で与えられる平均粒子間距離より、熱的ド・ブロイ波長が小さいことに対応する。

### 転移温度の導出
箱の中の理想ボース気体で、外部ポテンシャルの作用しない一様な系を考え、系の体積を V、粒子数を N とする。運動量 p の自由ボース粒子の1粒子エネルギーは、粒子の質量を m とするとεp=p2/2m で与えられる。系が温度 T、化学ポテンシャル μ の熱平衡状態にあるとき、エネルギー がεp である粒子数 np の熱統計平均〈np〉はボース分布によって、
{\displaystyle \langle n_{\boldsymbol {p}}\rangle ={\frac {1}{e^{\beta (\epsilon _{\boldsymbol {p}}-\mu )}-1}}={\frac {1}{z^{-1}e^{\beta \epsilon _{\boldsymbol {p}}}-1}}}
で与えられる。但し、β=1/kBT は逆温度（kB はボルツマン定数）、z=eβμ は逃散能である。ここで1粒子基底エネルギー ε0=0 を含む全ての εp について〈np〉≥ 0となるために、逃散能は 0 <z ≤ 1 （化学ポテンシャルは μ ≤ 0 ）の条件を満たす。〈np〉の全ての運動量状態についての和は粒子数 N と一致し、
{\displaystyle N=\sum _{\boldsymbol {p}}\langle n_{\boldsymbol {p}}\rangle =\sum _{\boldsymbol {p}}{\frac {1}{z^{-1}e^{\beta \epsilon _{\boldsymbol {p}}}-1}}}
となる。ここで粒子数 N を 1粒子基底エネルギー ε0 にある粒子数 N0 とそれ以外の εp>0 の状態にある粒子数 N1 に分け、次のように表す。
{\displaystyle N={\frac {z}{1-z}}+\sum _{{\boldsymbol {p}}\neq 0}{\frac {1}{z^{-1}e^{\beta \epsilon _{\boldsymbol {p}}}-1}}=:N_{0}+N_{1}}
逃散能 z の関数としてみたときに N1=N1(z) は z=1 で最大値を取る。一方、N0=N0(z) は z=1 で特異性を持ち、z→1の場合、N0 は非常に大きな値をとることができる。BECの転移温度 Tcは、N1(1) が全粒子数 N と一致する温度として定まり、
{\displaystyle T_{c}={\frac {h^{2}}{2\pi \,m\,k_{\mathrm {B} }}}\times \left({\frac {N}{\zeta (3/2)\,V}}\right)^{\!2/3}}
で与えられる。

## 中性原子気体での実現

### 原理と実験技術の概要
原子はスピン1/2の中性子、スピン1/2の陽子、スピン1/2の電子からなる複合粒子である。原子のスピンは中性子数と陽子数を足した核子数 A と電子数 Z の総和から (Z + A)/2 で与えられる。Z + A が偶数であれば、原子のスピンは整数値をとり、ボース粒子となる。例えば、中性アルカリ原子において、電子数 Z は奇数であり、核子数 A が奇数の同位体がボース粒子である。このボース原子から成る中性原子気体をマイクロK以下の極低温に冷却するとボース＝アインシュタイン凝縮 (BEC) し、ボース原子は、1つの最低エネルギー状態を占有するようになる。
こうした極低温では、原子と容器の壁との接触や原子間の3体衝突の過程により、気体は液体や固体の相に相転移してしまう。従って、BECは最終的に化学平衡状態である液体や固体の相に相転移する準安定状態である。液体や固体への相転移が生じる前にBECを実現するためには、気体原子の液体や固体への凝集を抑制する必要がある。気体原子と容器の接触と避けるために、気体原子は真空中に捕獲される。一方、3つの原子が衝突する3体衝突では、束縛エネルギーが放出され、分子やクラスター状態が形成され、凝集が生じる。3体衝突の発生率は原子数密度の2乗に比例するため、その抑制に希薄な気体を用いる必要がある。典型的なBECの実験では、密度は1014 cm−3から1015 cm−3であり、BEC発生の温度は500 nKから2 µKである。
中性原子気体の実験では、一般にレーザー冷却による予備冷却、磁気光学トラップによる捕獲、蒸発冷却の過程を経て、BECが実現される。アルカリ金属原子は常温、常圧では固体状態であるため、加熱して気体状態にして原子線で実験装置内に送られる。レーザー冷却では、気体原子の共鳴周波数よりわずかに低い周波数のレーザーをx軸、y軸、z軸の正負の両方向から照射する。このとき、気体原子は輻射圧により、減速される。レーザー冷却では気体原子にとって、レーザーはあたかも粘性をもった糖蜜のように振る舞うので、光糖蜜状態と呼ばれる。レーザー冷却された気体原子は、円偏光レーザーと4重極磁場で構成される磁気光学トラップに捕獲される。一定の条件が満たされる原子については、磁気光学トラップ中で偏光勾配冷却が働き、さらに冷却される。冷却の最終段階では、磁気トラップ中で運動エネルギーの大きい原子を選択的に蒸発させる蒸発冷却により、BECが起きる転移温度以下に到達する。
1995年、コロラド大学のエリック・コーネル、カール・ワイマンらは、ルビジウム87原子 (87Rb) を冷却することで初めてBECを実現し、同年マサチューセッツ工科大学のヴォルフガング・ケターレらは、ナトリウム23原子 (23Na) でBECを実現した。この成果により、コーネル、ワイマン、ケターレの3名は2001年度ノーベル物理学賞を受賞した。現在では、1H、7Li、23Na、39K、41K、52Cr、85Rb、87Rb、133Cs、170Yb、174Yb、4HeでBECが実現されている。

### レーザー冷却
原子の極低温領域への冷却を可能とするレーザー冷却では、レーザー光による輻射圧で原子の運動を減速させる。原子の特定のエネルギーの2準位において、共鳴波長付近の光を入射すると、光子の吸収、放出により、原子は2準位間で遷移を繰り返す。下側準位にある原子は光子を吸収し、上側準位に励起する。逆に上側準位にある原子は一定時間後に光子を自然放出し、下側準位に戻る。レーザー冷却ではこの吸収、放出の過程が繰り返される。
運動する原子の進行方向と対向する方向から光を入射すると、光子の吸収過程では、波数ベクトル k の光子が持つ運動量 ħk を原子が受け取る。一方、自然放出による光子の放出過程では、反跳により、放出された光子の波数ベクトル k' とは逆方向に−ħk' の運動量を受け取る。このとき、原子の単位時間あたりの運動量変化の平均が輻射圧となる。光子の吸収では必ず原子の運動と対向する方向に運動量変化を受け、原子は減速するが、光子の放出方向は完全にランダムであり、運動量変化は等方的となるため、その平均はゼロとなる。その結果、この過程の繰り返しによって原子の運動は減速される。

### 蒸発冷却
蒸発冷却では、磁気トラップにトラップされた原子集団からエネルギーの高い原子を選択的に逃し、残った原子集団の平均エネルギーを下げることを繰り返し、冷却する。熱分布の中で高いエネルギーを持つ原子が取り除かれた後、残った原子は弾性衝突の過程により、再び熱平衡状態に到る。蒸発冷却が有効に作用するには、トラップからの原子の損失レートよりも熱平衡に到るまでの弾性衝突レートが十分大きいことが必要である。実際の蒸発冷却の操作では、磁気副準位間の遷移を起こすRF周波数の共鳴電磁場を照射し、ある程度の高いエネルギーを持つ原子を磁気トラップでトラップされない磁気副準位状態に遷移させることで、トラップから逃す。RF周波数を徐々に下げて、蒸発を繰り返していくことで、最終的にBECの転移温度に到達する。

## 歴史
量子力学的なボース粒子が満たすボース＝アインシュタイン統計は、サティエンドラ・ボースとアルベルト・アインシュタインによって、導入された。1924年6月、ボースはアインシュタインに手紙ともに論文を送り、ドイツ語への翻訳と出版を依頼した。この論文の中で、ボースは光子の統計性から黒体輻射のプランクの公式が導けることを示した。アインシュタインはこの論文の重要性を認め、ドイツの学術誌で出版した。ボースが扱ったのは、粒子数が不定で質量をもたないボース粒子である光子の場合であったが、アインシュタインは粒子数が保存される気体分子にもこの統計性を拡張し、より一般的な形でボース＝アインシュタイン分布を導いた 。さらにアインシュタインは、この分布が持つ性質から逃散能 z=eβμ が1の場合、ある転移温度以下で多数の粒子が基底状態に落ちこむこと、すなわち、ボース＝アインシュタイン凝縮が起きることを予想した。アインシュタインは1925年の論文の中で次のように記している。
また、アインシュタインは1924年11月のポール・エーレンフェストへの手紙の中で、次のように述べている。
BECが最初に脚光を浴びたのは、1938年のフリッツ・ロンドンのBECによる超流動現象のモデルによってであった。1937年、ピョートル・カピッツァが液体ヘリウム4が超流動性を示すことを発見すると、ロンドンは超流動はヘリウム4のBECだと考え、転移温度を求めた。その値はTc=3.1Kであり、これは超流動のλ点温度Tλ=2.17K に近いものであった。
相互作用が無視でき、理想ボース気体に近い希薄な原子気体でのBEC実現は、最初にスピン偏極水素原子で試みられた。強磁場中でスピン偏極した水素原子はスピンの向きが揃っているため、再結合せず、分子を形成しない。スピン偏極水素原子は絶対零度でも気体状態を保ち、BECを実現させる候補となることを、1959年にチャールズ・ヘクト、1976年にはウィリアン・ストウォーリーとL.ノサナウが理論的に予測した。これらの理論的な予測に触発され、1980年代にはスピン偏極水素原子を冷却し、BEC実現を目指す研究が活発に行われた。こうした研究の中で代表的なものとしては、MITのダニエル・クレップナーとトーマス・グレイタックのグループやアムステルダム大学のアイザック・シルヴェラやジューク・ウォルラベンのグループによるものがある。スピン偏極水素原子の冷却には、その初期には極低温冷凍機内で圧縮する手法が用いられたが、後に磁気トラップと蒸発冷却を組み合わせる手法が開発された。最終的にスピン偏極水素原子でのBECは、1995年の中性アルカリ原子気体での実現から3年経った1998年にMITのクレップナーとグレイタックのグループによって、達成された。

## 秩序変数
相転移現象において、転移温度以下で系の対称性が破れると、新たな秩序相が出現する。この秩序相の状態は秩序変数によって記述される。BECでは凝縮体の波動関数と呼ばれる秩序変数をとることができる。凝縮体の波動関数は古典論的な複素場であり、その振幅の2乗は凝縮状態にある粒子数密度を与える。また、その位相は多数の粒子が保つコヒーレンスを表している。位相の空間微分は超流動状態の速度に関連付けられる。特定の位相の値をとることは、大域的U(1)ゲージ対称性が破れた状態にあることを意味する。

## グロス=ピタエフスキー方程式
BECの凝縮相は凝縮体の波動関数と呼ばれる秩序変数Ψにより、記述される。粒子間の相互作用の到達距離が原子間距離よりも十分小さいと仮定すると、Ψ(r, t)は次の時間に依存したグロス=ピタエフスキー方程式を満たす。
{\displaystyle i\hbar {\frac {\partial }{\partial t}}\Psi ({\boldsymbol {r}},t)=\left(-{\frac {\hbar ^{2}\nabla ^{2}}{2m}}+V_{\mathrm {ext} }({\boldsymbol {r}})+g|\Psi ({\boldsymbol {r}},t)|^{2}\right)\Psi ({\boldsymbol {r}},t)}
ここで、Vext は凝縮体をトラップするための外部ポテンシャルである。また、定数 g は
{\displaystyle g={\frac {4\pi \hbar ^{2}a}{m}}}
で与えられる相互作用の結合定数であり、a はs波散乱の散乱長である。g > 0（a > 0）の場合には、原子間に働く相互作用が斥力、g < 0（a < 0）の場合には、引力であることを示す。この方程式による記述が有効であるのは、平均原子間距離がs波散乱長よりも十分大きく、凝縮体の原子数が十分多い場合に限られる。また、定常状態では
{\displaystyle \left(-{\frac {\hbar ^{2}}{2m}}\nabla ^{2}+V_{\mathrm {ext} }({\boldsymbol {r}})+g|\Psi ({\boldsymbol {r}},t)|^{2}\right)\Psi ({\boldsymbol {r}},t)=\mu \Psi ({\boldsymbol {r}},t)}
となる。

## 超流動
ボース粒子であるヘリウム4(4He)による超流動現象において、超流体部分はボース＝アインシュタイン凝縮していると考えられている。実際、液体4Heの粒子数密度 N/V=2.1×1028 m-3 と4He原子の質量 m4=6.6×10−27 kg を用い、理想ボース気体での公式からBECの転移温度を求めると TBEC=3.1Kとなり、これはラムダ転移の転移温度 Tλ=2.17K に近い。一方で、液体4Heでは粒子間相互作用が強く、理想ボース気体とは見なせない。そのため、BEC状態にある粒子数 N0 は全粒子数 N の1割程度に留まることが実験的にも確認されている。

## 超伝導
BCS理論で記述できる超伝導現象では、電子の対であるクーパー対をボース粒子として、厳密な言い方ではないがボース＝アインシュタイン凝縮が起きているとみなすことができる。クーパー対は電子対なので、電子対凝縮（単に対凝縮とも）と言うことがある。
ボース＝アインシュタイン凝縮を起源とする超伝導は長らく観測されていなかったが、2020年11月に東京大学・京都大学の共同研究チームが鉄系超伝導体FeSe0.79S0.21において超伝導状態にある電子を直接観測することにより、この超伝導体における超伝導がクーパー対のボース＝アインシュタイン凝縮により発現していることの確証を得た、と発表した。研究グループが開発した極低温超高分解能レーザー角度分解光電子分光装置によりエネルギーバンドの分散関係を観測した結果、BCS理論に基づく超伝導状態ではなく、ボース＝アインシュタイン凝縮を起源とする超伝導状態に対応するバンド分散になっていることが確かめられた。

## その他の類似現象
フェルミ粒子であるヘリウム3の超流動は、超伝導の場合のようにヘリウム3原子の対が凝縮対を作って、凝縮状態となっている（超流動参照）。また、フェルミ粒子である中性子が対をなすため、同様なことが中性子星の内部でも起こっている可能性が指摘されている。その他にも、光子やフォノンでも凝縮現象を考えることができる。

## 宇宙での実験
ボース＝アインシュタイン凝縮を研究するためには、温度は絶対零度よりほんの少し高いだけの温度にまで冷却する必要がある。絶対零度まで冷やすと原子はエネルギーが最小となり、ほぼ動きを止める。科学者たちは重力のある環境下と、重力のない環境下での原子の挙動の違いを比較するため、国際宇宙ステーション(ISS)を使って研究を行うことにした。このCold Atom Laboratory (CAL) と呼ぶ装置は2018年5月にISSへ打ち上げられた。地上試験では200ナノケルビンを達成しており、ISSでの実験では、温度は1ピコケルビンにまで達する予定。これは自然現象でも到達できないため、これまで宇宙で観測された中でも一番低い温度になる予定。ここまで冷やすと、新たな量子現象の観察や、物理学の最も基本となる法則の試験が行える可能性がある。この実験を提案したチームの中には、3人のノーベル賞受賞者が含まれている。

### 注
1. ↑  英語では、凝縮する過程を condensation、凝縮した状態を condensate と言い分ける場合もある。
2. ↑  対応する1粒子波動関数は

{\displaystyle \varphi _{\boldsymbol {k}}({\boldsymbol {r}})={\frac {1}{\sqrt {V}}}e^{i{\boldsymbol {k}}\cdot {\boldsymbol {r}}}}
である。
3. ↑  基底状態の1粒子波動関数は

{\displaystyle \varphi _{\boldsymbol {0}}({\boldsymbol {r}})={\frac {1}{\sqrt {V}}}}
であり、空間的には一様に広がっている。
4. ↑  粒子間相互作用が強く、ボース液体であるヘリウム4による超流動では、どんなに低温にしても凝縮状態にあるのは一割程度である。
5. ↑  系の体積が十分大きいとき、運動量についての和は次の積分による近似

{\displaystyle \sum _{{\boldsymbol {p}}\neq 0}\rightarrow {\frac {V}{(2\pi )^{3}}}\int d^{3}{\boldsymbol {p}}}
を適用することができ、

{\displaystyle N_{1}(z)={\frac {V}{(2\pi )^{3}}}\int d^{3}{\boldsymbol {p}}{\frac {1}{e^{\beta (\epsilon _{\boldsymbol {p}}-\mu )}-1}}={\frac {V}{\lambda _{T}^{\,3}}}F_{\frac {3}{2}}(z)}
となる。ここでλTは熱的ド・ブロイ波長であり、Fs(z)は

{\displaystyle F_{s}(z)={\frac {1}{\Gamma (s)}}\int _{0}^{\infty }dx{\frac {x^{s-1}}{z^{-1}e^{x}-1}}=\sum _{k=1}^{\infty }{\frac {z^{k}}{k^{s}}}}
で定義される関数である。特に z=1 では、Fs(1)=ζ(s) とリーマンゼータ関数になる。
6. ↑  遷移する2準位の上側準位の全角運動量が下側準位よりも大きく、下側準位が縮退していないことが必要である。
7. ↑   A は逃散能 z=eβμ である。

### 書籍
- 上田正仁『現代量子物理学―基礎と応用』培風館、2004年。ISBN 978-4563022655。
- 久我隆弘『量子光学』朝倉書店〈朝倉物性シリーズ3〉、2003年。
- 坪田誠、笠松健一、小林未知数、竹内宏光『量子流体力学』丸善出版、2018年。ISBN 978-4621302477。
- Pethick, C. J.; Smith, H. (2008). Bose-Einstein Condensation in Dilute Gases (2nd ed.). Cambridge University Press. ISBN 978-0521846516; ペシィックおよびスミス『ボーズ・アインシュタイン凝縮』吉岡書店、2005年(ISBN 4-8427-0327-X)
- Pais, Abraham (2005). Subtle Is the Lord: The Science And the Life of Albert Einstein. Oxford Univ Press. ISBN 978-0192806727
- Pitaevskii, Lev; Stringari, Sandro (2016). Bose-Einstein Condensation and Superfluidity. International Series of Monographs on Physics. Oxford Univ Press. ISBN 978-0198758884

### レビュー論文
- 上田正仁 (1998). “レーザー冷却された中性原子気体のBose-Einstien凝縮”. 日本物理学会誌 53:  663.
- Cornel, E. A.; Ensher, J. R.; Wieman, C. E. (1999). “Experiments in Dilute Atomic Bose-Einstein Condensation”. Proceedings of the International School of Physics "Enrico Fermi" course CXL (Italian Physical Society, volume of Bose-Einstein Condensation in Atomic Gases, edtited by M. Ingsuscio, S. Stringari and C. E. Wieman.):  15-66. arXiv:cond-mat/9903109.
- Franco, Dalfovo; Stefano, Giorgin; Lev P., Pitaevskii; Sandro, Stringari (1999). “Theory of Bose-Einstein condensation in trapped gases”. Rev. Mod. Phys. 71:  463. doi:10.1103/RevModPhys.71.463.
- Leggett, Anthony J. (2001). “Bose-Einstein condensation in the alkali gases: Some fundamental concepts”. Rev. Mod. Phys. 73:  307. doi:10.1103/RevModPhys.73.307.
- Wolfgabgl, Kettelrle; Durfee, D.S.; Stamper-Kurn, D.M. (1999). “Making, probing and understanding Bose-Einstein condensates”. Proceedings of the International School of Physics "Enrico Fermi" course CXL (Italian Physical Society, volume of Bose-Einstein Condensation in Atomic Gases, edtited by M. Ingsuscio, S. Stringari and C. E. Wieman.):  67-176. arXiv:cond-mat/9904034. doi:10.3254/978-1-61499-225-7-67.